# Winobluszcz

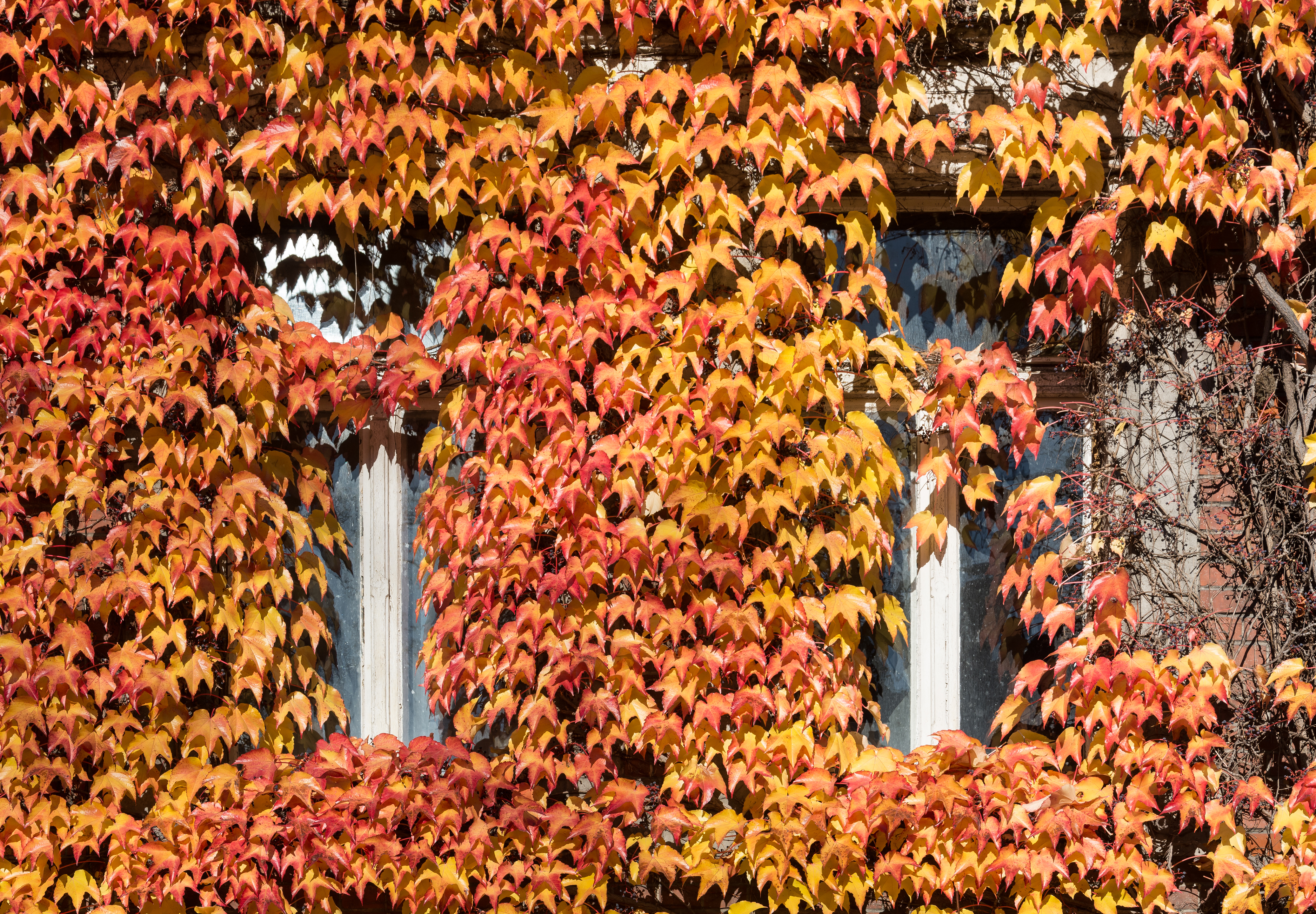
Winobluszcz trójklapowy

Winobluszcz, dzikie wino (Parthenocissus Planch.) – rodzaj silnie rosnących pnączy należących do rodziny winoroślowatych (Vitaceae). Obejmuje 13–15 gatunków. Większość (10 z nich) występuje w Azji wschodniej i południowej od Pakistanu po Japonię z centrum zróżnicowania w Chinach, gdzie obecnych jest 9 gatunków, z czego 6 jest endemitami tego kraju. W Ameryce Północnej występują trzy gatunki rodzime. Rośliny te występują na terenach skalistych i w lasach, wspinając się w nich wysoko na drzewa.
Kilka gatunków wykorzystywanych jest jako pnące rośliny ozdobne, w wielu krajach dziczejąc, m.in. poza zasięgiem rodzaju w południowej i środkowej Europie oraz północno-zachodniej Afryce. W Polsce występują w uprawie i jako zdziczałe: winobluszcz trójklapowy P. tricuspidata, winobluszcz pięciolistkowy P. quinquefolia i wyodrębniany z niego czasem winobluszcz zaroślowy P. inserta.

## Morfologia
PokrójDrewniejące pnącza osiągające do 20 m wysokości z rozgałęzionymi wąsami czepnymi zakończonymi zwykle przylgami, wyrastającymi z węzłów naprzeciw liści.
LiścieSezonowe, pojedyncze, zwykle klapowane, lub złożone – trójlistkowe, lub dłoniastozłożone z 5, rzadziej 7 listków.
KwiatyDrobne, skupione są w wierzchotkach wyrastających naprzeciw liści lub w wiechach wyrastających na końcach pędów. Kwiaty są obupłciowe, 5-krotne. Kielich jest 5-ząbkowy, korona składa się z 5 wolnych płatków, pręcików jest 5. Dysk miodnikowy jest niepozorny, rzadko z 5 miodnikami. Pojedynczy słupek jest okazały.
OwoceKuliste jagody, zwykle czarne lub fioletowe, zawierające od 1 do 4 nasion.

## Systematyka
Jeden z 14 rodzajów w obrębie podrodziny Viticoideae Eaton w rodzinie winoroślowatych (Vitaceae).
Wykaz gatunków
- Parthenocissus dalzielii Gagnep.
- Parthenocissus feddei (H.Lév.) C.L.Li
- Parthenocissus henryana (Hemsl.) Graebn. ex Diels & Gilg
- Parthenocissus heptaphylla (Planch.) Britton
- Parthenocissus inserta  (A.Kern.) Fritsch – winobluszcz zaroślowy
- Parthenocissus laetevirens Rehder
- Parthenocissus quinquefolia (L.) Planch. – winobluszcz pięciolistkowy
- Parthenocissus renukae Anto & Pradeep
- Parthenocissus semicordata (Wall.) Planch.
- Parthenocissus sichuanensis Y.F.Deng
- Parthenocissus suberosa Hand.-Mazz.
- Parthenocissus tricuspidata (Siebold & Zucc.) Planch. – winobluszcz trójklapowy, w. japoński
- Parthenocissus vicaryana (Kurz) H.B.Naithani
- Parthenocissus vitacea (Knerr) Hitchc.